# Placówka Straży Celnej „Rostoki”

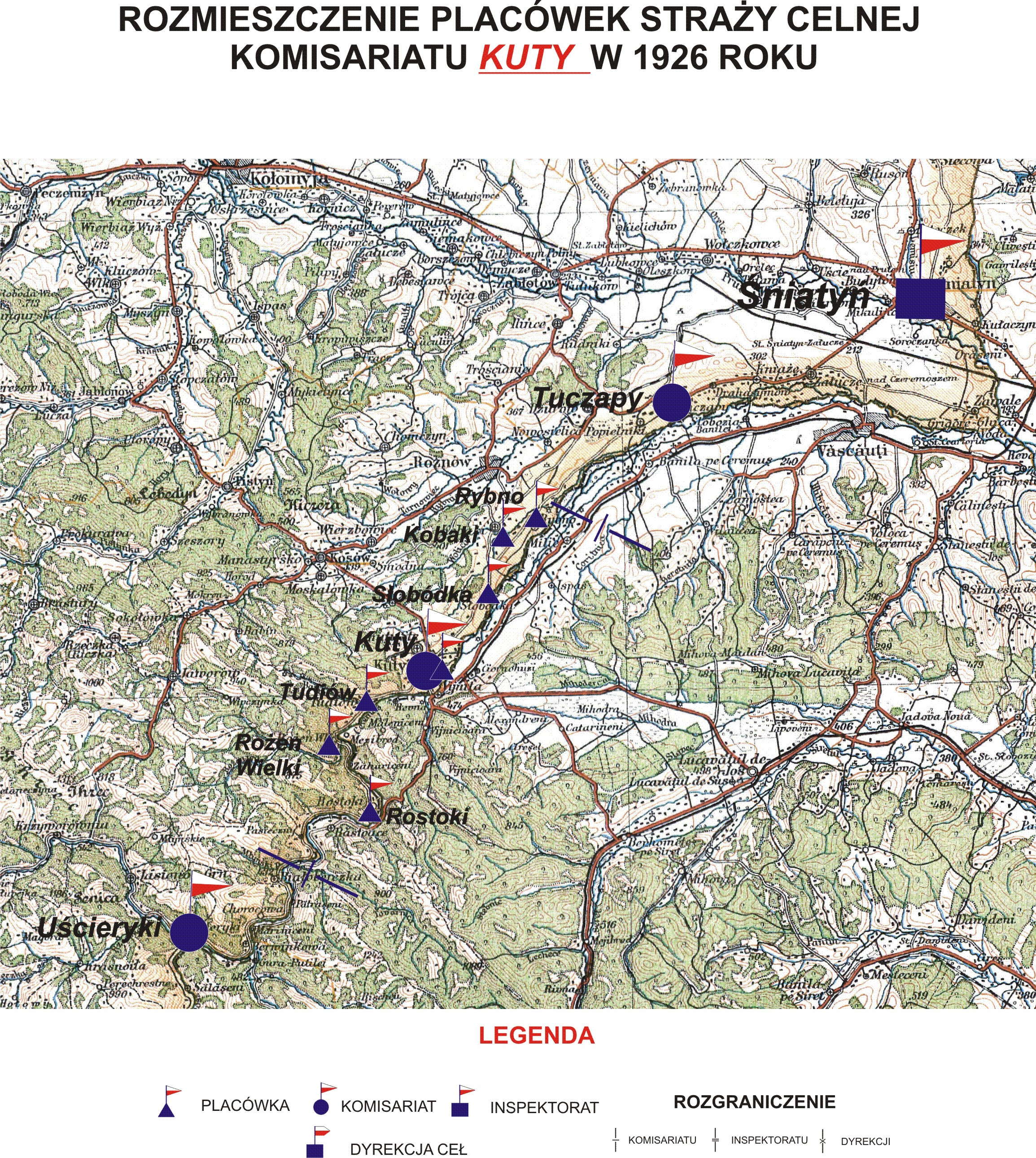
Rozmieszczenie placówek komisariatu SC Kuty w 1926 r.

Placówka Straży Celnej „Rostoki” – jednostka organizacyjna Straży Celnej pełniąca w okresie międzywojennym służbę ochronną na granicy polsko-rumuńskiej.

## Formowanie i zmiany organizacyjne
Na wniosek Ministerstwa Skarbu, uchwałą z 10 marca 1920 roku, powołano do życia Straż Celną. Od połowy 1921 roku jednostki Straży Celnej rozpoczęły przejmowanie odcinków granicy od pododdziałów Batalionów Celnych. Proces tworzenia Straży Celnej trwał do końca 1922 roku. Placówka Straży Celnej „Rostoki” weszła w podporządkowanie komisariatu Straży Celnej „Kuty” z Inspektoratu SC „Śniatyn”.
W drugiej połowie 1927 roku przystąpiono do gruntownej reorganizacji Straży Celnej. W praktyce skutkowało to rozwiązaniem tej formacji granicznej. Ochronę północnej, zachodniej i południowej granicy państwa przejęła powołana z dniem 2 kwietnia 1928 roku Straż Graniczna.
Rozkazem nr 5 z 16 maja 1928 roku w sprawie organizacji Małopolskiego Inspektoratu Okręgowego dowódca Straży Granicznej gen. bryg. Stefan Pasławski określił strukturę organizacyjną komisariatu SG „Kosów”. Dopiero 8 września 1928 dowódca Straży Granicznej rozkazem nr 6  w sprawie organizacji Małopolskiego Inspektoratu Okręgowego podpisanym w zastępstwie przez mjr. Wacława Szpilczyńskiego powołał placówkę Straży Granicznej I linii „Roztoki”.

## Funkcjonariusze placówki
Kierownicy placówki
| stopień    | imię i nazwisko, numer | okres pełnienia służby | kolejne stanowisko |
| ---------- | ---------------------- | ---------------------- | ------------------ |
| przodownik | Walenty Krajewski (33) | był w 1926             |                    |

Obsada personalna placówki w 1926:
- przodownik Walenty Krajewski (33)
- strażnik Franciszek Rzeszutek (601)
- strażnik Karol Sudolski (1593)
- strażnik Franciszek Berent (219)
- strażnik Władysław Walendowski (2185)
- strażnik Stanisław Lange (589)
- strażnik Michał Kwiatkowski (2139)
- strażnik Jan Walkowiak (1617)